# Fontenay-sur-Loing
Fontenay-sur-Loing és un municipi francès, situat al departament del Loiret i a la regió de Centre – Vall del Loira. L'any 2007 tenia 1.692 habitants.

## Demografia

### Població
El 2007 la població de fet de Fontenay-sur-Loing era de 1.692 persones. Hi havia 638 famílies, de les quals 141 eren unipersonals (52 homes vivint sols i 89 dones vivint soles), 219 parelles sense fills, 254 parelles amb fills i 24 famílies monoparentals amb fills.
La població ha evolucionat segons el següent gràfic:
Habitants censats

### Habitatges
El 2007 hi havia 806 habitatges, 661 eren l'habitatge principal de la família, 104 eren segones residències i 41 estaven desocupats. 774 eren cases i 23 eren apartaments. Dels 661 habitatges principals, 559 estaven ocupats pels seus propietaris, 84 estaven llogats i ocupats pels llogaters i 18 estaven cedits a títol gratuït; 2 tenien una cambra, 35 en tenien dues, 150 en tenien tres, 215 en tenien quatre i 258 en tenien cinc o més. 558 habitatges disposaven pel capbaix d'una plaça de pàrquing. A 343 habitatges hi havia un automòbil i a 278 n'hi havia dos o més.

### Piràmide de població
La piràmide de població per edats i sexe el 2009 era:
| Homes | Edats   | Dones |
| ----- | ------- | ----- |
| 0     | 95 o +  | 0     |
| 0     | 90 a 94 | 4     |
| 8     | 85 a 89 | 20    |
| 4     | 80 a 84 | 8     |
| 16    | 75 a 79 | 20    |
| 28    | 70 a 74 | 28    |
| 48    | 65 a 69 | 20    |
| 56    | 60 a 64 | 52    |
| 44    | 55 a 59 | 24    |
| 48    | 50 a 54 | 52    |
| 24    | 45 a 49 | 60    |
| 84    | 40 a 44 | 64    |
| 60    | 35 a 39 | 48    |
| 36    | 30 a 34 | 56    |
| 40    | 25 a 29 | 36    |
| 60    | 20 a 24 | 16    |
| 52    | 15 a 19 | 36    |
| 52    | 10 a 14 | 60    |
| 52    | 5 a 9   | 52    |
| 28    | 0 a 4   | 24    |

## Economia
El 2007 la població en edat de treballar era de 1.108 persones, 805 eren actives i 303 eren inactives. De les 805 persones actives 723 estaven ocupades (396 homes i 327 dones) i 82 estaven aturades (36 homes i 46 dones). De les 303 persones inactives 107 estaven jubilades, 102 estaven estudiant i 94 estaven classificades com a «altres inactius».

### Ingressos
El 2009 a Fontenay-sur-Loing hi havia 675 unitats fiscals que integraven 1.729 persones, la mediana anual d'ingressos fiscals per persona era de 18.849 €.

### Activitats econòmiques
Dels 89 establiments que hi havia el 2007, 12 eren d'empreses de fabricació d'altres productes industrials, 18 d'empreses de construcció, 33 d'empreses de comerç i reparació d'automòbils, 5 d'empreses de transport, 5 d'empreses d'hostatgeria i restauració, 2 d'empreses d'informació i comunicació, 2 d'empreses financeres, 2 d'empreses immobiliàries, 5 d'empreses de serveis, 1 d'una entitat de l'administració pública i 4 d'empreses classificades com a «altres activitats de serveis».
Dels 24 establiments de servei als particulars que hi havia el 2009, 1 era una oficina de correu, 4 tallers de reparació d'automòbils i de material agrícola, 3 paletes, 3 guixaires pintors, 5 fusteries, 3 lampisteries, 2 electricistes, 1 perruqueria i 2 restaurants.
Dels 7 establiments comercials que hi havia el 2009, 1 era una botiga de més de 120 m², 1 una fleca, 1 una sabateria, 2 botigues de mobles, 1 una botiga de material de revestiment de parets i terra i 1 una joieria.
L'any 2000 a Fontenay-sur-Loing hi havia 4 explotacions agrícoles.

## Equipaments sanitaris i escolars
El 2009 hi havia una escola elemental integrada dins d'un grup escolar amb les comunes properes formant una escola dispersa.

## Poblacions properes
El següent diagrama mostra les poblacions més properes.